# Zeche Großebank
Die Zeche Großebank ist ein ehemaliges Steinkohlenbergwerk in Oberdahlhausen. Das Bergwerk befand sich im Hörsterholz.

## Geschichte

### Großebank
Die Anfänge des Bergwerks lagen in der ersten Hälfte des 18. Jahrhunderts. Am 19. Juli des Jahres 1715 beantragten Johann Scharpenseel und Genossen die Verleihung eines Feldes im Südfeld auf der Eppendorfer Heide. Scharpenseel hatte dort bereits mittels einer Akeldruft vier Flöze freigelegt. Noch am selben Tag wurde ein Grubenfeld verliehen. Verliehen wurden die Flöze durch den Bergmeister Weiß. In den Jahren 1739 bis 1763 war das Bergwerk in Betrieb. Die einzigen bekannten Belegschaftszahlen stammen aus den Jahren 1754 und 1755, in diesen Jahren waren drei Bergleute auf dem Bergwerk beschäftigt. In den Jahren 1762 und 1763 lag das Bergwerk in Ausbeute. Im Jahr 1770 wurde das Bergwerk stillgelegt. Am 15. Dezember des Jahres 1872 beantragten Kaspar Johann Hundeicker und Jürgen Wilhelm Vahrenholt, die Zeche Großebank und die Große Nebenbank in Betrieb nehmen zu dürfen. Am 21. Dezember desselben Jahres wurde ihnen die Genehmigung hierfür erteilt.

### Großebank und Große Nebenbank
Am 21. März des Jahres 1773 wurde das Grubenfeld Große Nebenbank verliehen und im Anschluss daran kam es zur Konsolidation mit der Zeche Großebank. Im Jahr 1775 war die Zeche nachweislich in Betrieb. Im Dezember des Jahres 1783 waren die Kohlenvorräte fast aufgebraucht. Aus diesem Grund wurde der tiefste Stollen im Flöz Große Nebenbank bis vor eine Klancke vorgetrieben. Es wurde ein Plan gefasst, diese Klancke zu durchörtern. Im 16. Juni des Jahres 1784 wollte der Leiter des märkischen Bergamtsbezirkes, der Freiherr vom Stein, das Bergwerk befahren. Zu dieser Zeit wurde im Baufeld Große Nebenbank wieder Abbau betrieben. Es wurde in zwei Flözen abgebaut, von denen das eine vier Fuß und das andere acht Fuß mächtig war. Allerdings konnte die Befahrung aufgrund einer mangelhaften Bewetterung der Grubenbaue nicht stattfinden. Vom Stein machte in seinem Protokoll Angaben über Zustand und die Leistung des Bergwerks. Er bemängelte in seinem Protokoll insbesondere die unzureichende Bewetterung der Grube. Im selben Jahr wurde ein gebrochener Schacht neu geteuft. Ab dem Jahr 1796 wurde die Zeche für mehrere Jahre nicht mehr in den Unterlagen des Bergamts genannt. Im Jahr 1804 wurden vermutlich etwa 1000 Tonnen Steinkohle gefördert. Im Jahr 1825 erfolgte die Konsolidation zur Zeche Vereinigte General Erbstollen.

## Heutiger Zustand
In der Nähe des Zechengrundstückes ist in Munscheid eine Straße mit dem Namen Große Bank nach der Zeche benannt.